# Landesgemeinschaft Naturschutz und Umwelt NRW
Die Landesgemeinschaft Naturschutz und Umwelt NRW (LNU) ist ein eingetragener Verein (e.V.) mit Sitz in Arnsberg, dessen Hauptaufgabe darin besteht, den Natur- und Umweltschutz zu fördern. Die LNU ist ein parteipolitisch unabhängiger Dachverband von Vereinigungen des ehrenamtlichen Naturschutzes, deren Interessen sie vertritt, und ist mit mehr als 300.000 Einzelmitgliedern die größte Naturschutzorganisation Nordrhein-Westfalens.

## Vereinsgründung
Am 11. Mai 1976 wurde die LNU in Düsseldorf gegründet und 1980 nach § 29 Bundesnaturschutzgesetz als erster Naturschutzverband in Nordrhein-Westfalen anerkannt. Demnach ist die LNU von Behörden und Dienststellen an bestimmten Planungs- und Genehmigungsverfahren zu beteiligen. Auf sämtlichen Landesebenen ist sie in zahlreichen Gremien, Beiräten und Ausschüssen vertreten.
Zu ihren Gründungsmitgliedern zählen unter anderem
- der Sauerländische Gebirgsverein,
- der Westfälische Heimatbund,
- der Rheinische Verein für Denkmalpflege und Landschaftsschutz,
- die Schutzgemeinschaft Deutscher Wald,

sowie verschiedene regionale Gruppierungen aus den Bereichen Arten- und Naturschutz, Heimat- und Denkmalpflege, Erholung in der freien Landschaft und Schutz des Waldes.

## Mitgliedsverbände
Nach dem Stand vom 18. Oktober 2023 besitzen folgende Verbände eine Mitgliedschaft in der LNU:
- Akademie für ökologische Landesforschung
- Ameisenschutzwarte, Landesverband Nordrhein-Westfalen
- Arbeitsgemeinschaft Amphibien- und Reptilienschutz in Dortmund
- Arbeitsgemeinschaft Biologischer Umweltschutz im Kreis Soest (ABU)
- Arbeitsgemeinschaft Biotopschutz im Kreis Viersen
- Arbeitsgemeinschaft für Naturschutz Tecklenburger Land
- Arbeitsgemeinschaft Natur- und Umweltbildung (ANU) Landesverband Nordrhein-Westfalen
- Arbeitsgemeinschaft Naturgemäße Waldwirtschaft (ANW), Landesgruppe NRW
- Arbeitsgemeinschaft westfälischer Entomologen
- Arbeitsgemeinschaft rheinisch-westfälischer Lepidopterologen
- Arbeitsgemeinschaft Umweltschutz Schwelm
- Arbeitskreis für Umwelt und Heimat Lünen
- Arbeitskreis Natur- und Umweltschutz im südlichen Ennepe-Ruhr-Kreis
- Arbeitskreis Umweltschutz Bochum
- Bergischer Naturschutzverein (RBN)
- Biologische Station im Kreis Wesel NAB
- Biologische Station Krickenbecker Seen
- Biologische Station Minden-Lübbecke
- Biologische Station Rieselfelder Münster
- Biologische Station Zwillbrock
- Bürgergemeinschaft gegen die Zerstörung der Weetfelder Landschaft
- Bürgerinitiative Boisheim wehrt sich e.V.
- Bürgerinitiative gegen den Bau der B55n westlich von Stirpe und Weckinghausen
- Bürgerinitiative Gegenwind Homburger Ländchen
- Bürgerinitiative K24 noGo für den Erhalt des Lebensraumes Kümperweg e.V.
- Bürgerinitiative Pro Teuto
- Bürgerinitiative Reichshof e.V.
- Bürgerinitiative Rettet den Kohlberg e.V.
- Bürgerinitiative „Ruhe am Bilster Berg“
- Bürgerinitiative Waldfreunde Königsdorf e.V.
- Bund für Vogelschutz und Vogelkunde e.V. Herdecke und Hagen (BfV)
- Bund für ausgeglichene Entwicklung im ländlichen Raum e.V. (Initiative Lebenswertes Repetal e.V.)
- Deutsche Gesellschaft für Gartenkunst und Landschaftskultur, Landesverband Ruhrgebiet
- Deutsche Gesellschaft für Gartenkunst und Landschaftspflege, Landesverband Westfalen
- Deutscher Alpenverein, Landesverband Nordrhein-Westfalen
- Deutsche Waldjugend, Landesverband Nordrhein-Westfalen
- Dorfgemeinschaft Eikamp e.V.
- (Bürgerinitiative zur Erhaltung des) Eckenbachtal
- Eifelverein
- Entomologischer Verein Krefeld
- Ergster Habitat Freunde e.V.
- Essener Aktion gegen Umweltzerstörung
- Förderverein für die Initiative 50Tausend Bäume
- Förderverein Mobilität-Werk-Stadt
- Förderverein Nationalpark Senne-Eggegebirge
- Förderverein Natur- und Landschaftsschutz Hünxe
- Förderverein Naturschutz Märkischer Kreis
- Forstverein für Nordrhein-Westfalen
- Freundeskreis Botanischer Garten Aachen
- Gelpe-Verein
- Gemeinnütziger Umweltschutzverein pro grün Paderborn
- Gemeinnütziger Verein pro grün Bielefeld
- Gemeinschaft für Naturschutz im Bürener Land (Altkreis Büren)
- Gemeinschaft für Natur- und Umweltschutz im Kreis Gütersloh
- Gesunde Luft – gesunder Boden BI gegen weitere Mastställe in Mettingen
- Grünes Grenzland – Groen Grensland
- Heimatverein Benfe 1992 e.V.
- Heimatverein Bislich
- Kreisverband Kleve für Heimatpflege
- Kreisverband Natur- und Umweltschutz Euskirchen
- Landschafts-Informations-Zentrum Wasser und Wald Möhnesee
- Landschaftsschutzverein Kottenforst
- Landschaftsschutzverein Vorgebirge
- Leben Wuppertal Nord
- Lengsdorfer-Bach-Freunde
- Lippischer Heimatbund
- Natur- und Artenschutzverein Rothaargebirge Forest for future e.V.
- Natur- und Heimatschutzbund Siegen-Wittgenstein
- Natur- und Landschaftsschutz Nordeifel
- Natur- und Umweltschutzverein Gronau
- Natur- und Vogelschutzverein Haltern und Umgebung e.V.
- Natur- und Vogelschutzverein Kreis Borken
- NaturFreunde NRW
- Naturhistorischer Verein Hönnetal e.V.
- Naturkundlicher Verein Egge-Weser e.V.
- Naturschutzgruppe Witten – Biologische Station
- Naturschutzinitiative
- Naturschutzverein Mitten im Sauerland e.V.
- Naturschutzverein Sundern
- Naturschutzverein Wennigloh e.V.
- Naturschutzzentrum im Kreis Kleve
- Naturschutzzentrum Märkischer Kreis
- Naturwende Müschede e.V.
- Naturwissenschaftliche Vereinigung Hagen
- Naturwissenschaftliche Vereinigung Lüdenscheid
- Naturwissenschaftlicher Verein für Bielefeld und Umgegend
- Naturwissenschaftlicher Verein Wuppertal
- Niederrheinischer Umweltschutzverein
- Ökologischer Jagdverein Nordrhein-Westfalen
- Rettet die Alte Eiche e.V.
- Rheinischer Verein für Denkmalpflege und Landschaftsschutz
- Sauerländischer Gebirgsverein
- Schutzgemeinschaft Deutscher Wald, Landesverband NRW
- Stadt Land Fluss Düsseldorfer Norden e.V.
- Stiftung Offenland
- (Bürgerinitiative) STOPPT A445 Werl-Hamm
- Tier- und Naturschutzverein Wülfrath
- Trägerverein der Bürgerinitiative Moitzfeld-Herkenrath
- Umwelt- und Landschaftsschutz Aachen-Beverau e.V.
- Umweltverein Leverkusen
- VerBund (Geseke)
- Verein für Natur- und Umweltschutz im Kreis Warendorf
- Verein für Natur- und Vogelschutz im Hochsauerlandkreis (VNV)
- Verein für Umwelt und Naturschutz Nuhnetal e.V.
- Verein für Umwelt- und Naturschutz Schmallenberg e.V.
- Verein Niederrhein
- Verein zur Förderung der Mykologie im Jülicher Land e.V.
- Verein zur Verbesserung des Stadtklimas e.V.
- Verschönerungsverein für das Siebengebirge (VVS)
- Waldakademie Vosswinkel e.V. (Wald-, Umwelt- und Naturschule W.U.N.SCH. Arnsberg)
- Westfälischer Heimatbund
- Westfälischer Naturwissenschaftlicher Verein

## Geschäftsführender Vorstand
- Vorsitzender: Mark vom Hofe, Bergisch Gladbach
- Erster stellvertretender Vorsitzender: vakant
- Zweiter stellvertretender Vorsitzender:  Henning Vierhaus, Bad Sassendorf-Lohne
- Schriftführer: vakant
- Schatzmeister: Rainer Polke, Bergisch Gladbach[3]

## Aufgabenschwerpunkte
Die LNU agiert vorwiegend im Land Nordrhein-Westfalen. Nur soweit Vereinsmitglieder in benachbarten Gebieten außerhalb der NRW-Landesgrenze arbeiten wird die LNU auch dort tätig. Da die LNU Mitglied im Deutschen Naturschutzring (DNR) ist, hat sie die Möglichkeit, dort bundespolitisch ihren Einfluss geltend zu machen.
Grundsätzliche Aussagen und Forderungen der LNU zu sämtlichen Themenbereichen des Natur- und Umweltschutzes sind verankert in einem Katalog der Natur- und Umweltschutzpolitischen Leitlinien. Eines ihrer Hauptziele ist der Schutz und Erhalt der gewachsenen Kulturlandschaften in Nordrhein-Westfalen.
Die LNU organisiert landesweit Veranstaltungen zur Fort- und Weiterbildung. Hierbei engagiert sie sich auch in Zusammenarbeit mit den Bezirksregierungen in besonderer Weise in der Lehrerfortbildung. Unter anderem beteiligt sie sich am Programm der Natur- und Umweltschutzakademie des Landes Nordrhein-Westfalen (NUA) in Recklinghausen.
Die im LNU zusammengeschlossenen Organisationen sind unter anderem beteiligt an
- der Einrichtung der Natur- und Umweltschutzakademie des Landes Nordrhein-Westfalen,
- der Entwicklung der flächendeckenden Landschaftsplanung,
- dem Aufbau eines Netzes Biologischer Stationen in NRW, deren Trägerschaft mehrheitlich in den Händen des Verbandsnaturschutzes liegt,
- dem alljährlich in Kooperation mit der Stadt Arnsberg stattfindenden Dialogforum Arnsberger Umweltgespräche.[5]

Konkrete Projekte sind insbesondere:
- Schützenswerte Alleen in Nordrhein-Westfalen
- Fledermäuse auf der Burg Vogelsang im Eifelort Schleiden
- Kartierung und Bewertung von Feldwegen in der Kulturlandschaft[6]